# Ice Twister
Ice Twister ist ein US-amerikanisch-kanadischer Katastrophenfilm aus dem Jahr 2009.

## Handlung
Ein wissenschaftliches Team bestehend aus Joanne, Damon, Gary und Phil versucht mit Hilfe von Unbemannten Luftfahrzeugen künstlichen Regen zu erzeugen. Nach einem ersten Test werten sie das Experiment als Erfolg, doch bald entsteht ein Tornado aus Eis, der Ice Twister, der durch scharfe Eissplitter Menschen tötet.
Als Joanna und Phil dem Sturm folgen, um den Grund für dieses Phänomen zu entdecken, treffen sie auf den ehemaligen Wissenschaftler Charlie Price, der ebenfalls auf den Eissturm aufmerksam wurde. In Anbetracht der Schäden durch den Sturm bittet Joanna ihren Vorgesetzten Frank, das Experiment abbrechen zu dürfen, dieser besteht aber auf dessen Fortsetzung.
Daraufhin fahren Joanna, Phil und Charile zurück zum Ort des Experiments. Dort entsteht ein Tornado, der Phil tötet, während der Rest der Gruppe fliehen kann. Parallel dazu wütet auch in der nahegelegenen Stadt ein Tornado und die Studenten Eric und Ashley können sich nur knapp retten, während viele andere Menschen den Tod finden.
Nachdem auch ein Flugzeug durch den Sturm zerstört wurde, gibt Frank den Befehl, das Experiment doch zu deaktivieren, aber schnell wird klar, dass dies nicht mehr möglich ist, da der Sturm vollkommen außer Kontrolle ist. Daraufhin senden Eric und Ashley Warnungen an die Bevölkerung aus, da Berechnungen ergaben, dass der Sturm in dichter besiedelte Gebiete weiterziehen würde. Charlie, Joanna und Damon machen sich unterdessen auf dem Weg zu einer Universität, wobei Damon von riesigen Hagelkörnern erschlagen wird. Charlie und Joanna gelingt es aber, mit Hilfe eines Satelliten ein Loch in die Ozonschicht zu schießen, das den Sturm schließlich aufhält.

## Kritik
Bei IMDb erhielt der Film bei 1403 Bewertung 4,3 von 10 Sternen. Das Lexikon des internationalen Films urteilt: „Katastrophenfilm in den sattsam vertrauten Bahnen, dessen spärliche Effekte am mangelnden Budget der Produktion kranken.“

## Fortsetzung
2010 erschien Ice Twister – Arctic Blast als zweiter Teil der Ice Twister-Reihe.